# オート (文具)

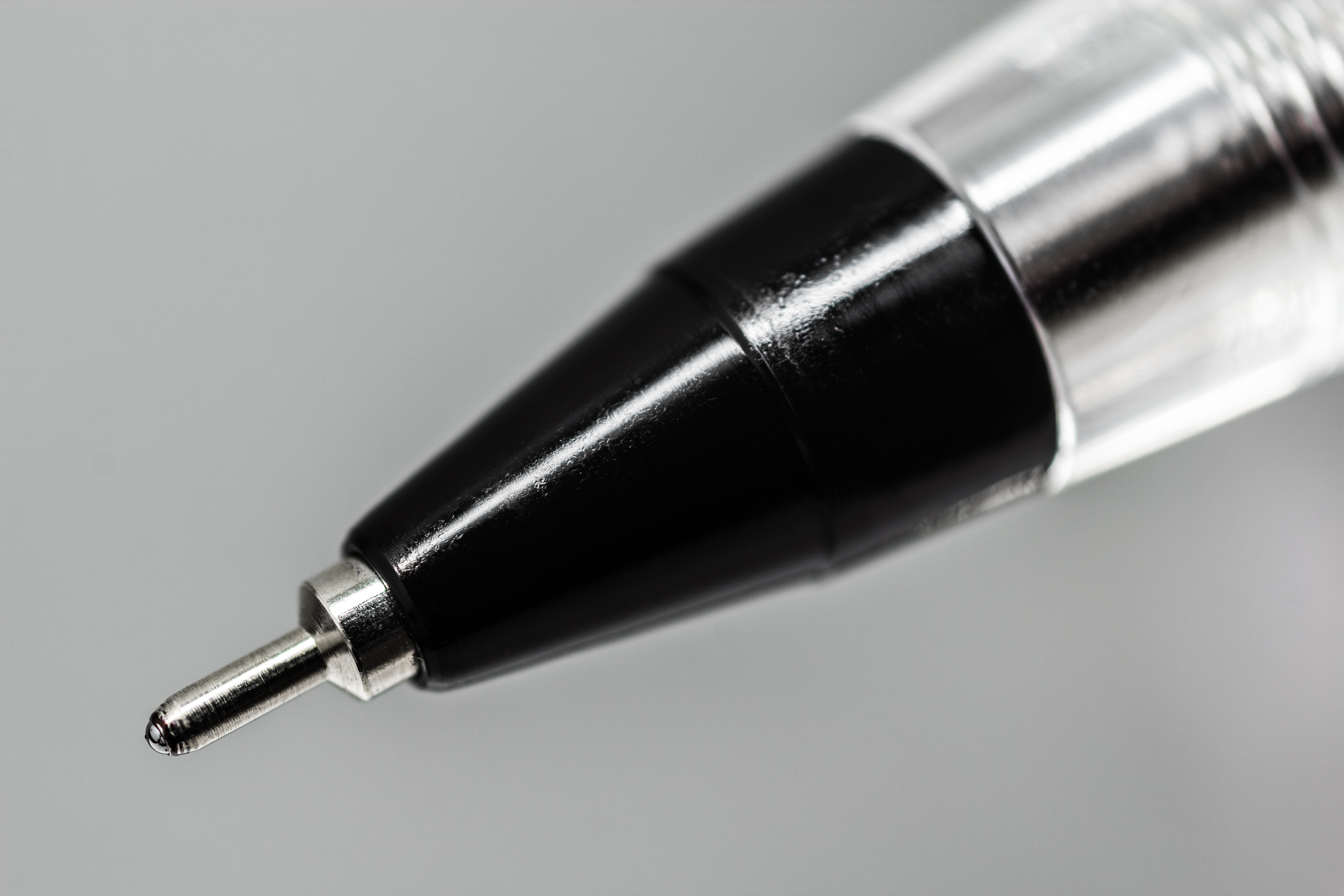
ニードルポイント 0.7mm

オート株式会社（英: OHTO CO.,LTD.）は、(旧)中田機化工業・オートボールペン工業に端を発する、日本の文房具メーカーである。そのブランド名は、以前はAUTOと綴ったが、現在ではOHTOと綴る。

## 概要
本メーカーは、1946年に鉛筆型ボールペンの「オートペンシル」を、1951年に他社に先駆けて実用的なボールペンを販売したことで知られている。
1943年に発明されたボールペンはどのメーカーの製品 (万年筆ベースの「ボールペン万年筆」) にも材質やインクの欠陥などの問題を抱えていたものばかりであったが、本メーカーはそれらの問題を初めて克服し、世界で初めて水性ボールペンを発売した。
また、事務用品の開発も積極的で、ガチャックやメモクリップを開発したメーカーとしても有名である。
京セラの技術を採用したセラミックボールを用いた水性ボールペンや、ペン先が細長い円錐形をした「ニードルポイント」("NEEDLE-POINT")という油性ボールペンなど独自の商品を開発・販売している。
なお、この単語は、ペン先の形状が針の先端の様に鋭いイメージからNEEDLE (針) とPOINT (先端) の2つの言葉で命名された、オートに因る造語である。
他社が水性ボールペンのラインナップを大幅に減らす中、オートは現在も同型の新製品を積極的に展開している。また近年はアイデア商品の開発も多い。2006年には、「アメリカンテイスト」と題してカラフルなマーブル模様のボールペンのシリーズを発売し、これらが人気商品となった。さらに、自動繰り出し型の「オートシャープペンシルシリーズ」や2016年にグットデザイン賞を受賞した温かみの感じられる「木軸シャープペンシル」などが近年の代表作であると云える。
現在では、筆記具の製造販売に加えて、世界各社へのOEMのほか、ギフト、ノベルティー商品の企画販売にも力を入れており、筆記製造設備のプラント輸出も行われている。なお、部門分割した中田機械化工業は現存する。

## 沿革
出典:
- 1919年(大正08年)4月 - 中田藤三郎によって中田鳳華堂として設立される。漢方薬の粉砕、高品質染料及びインクの製造を開始。
- 1945年(昭和20年)9月 - 中田粉砕化工株式会社に改組。同時に姉妹会社・中田製粉機株式会社設立。中田式粉砕機の製造販売開始。
- 1949年(昭和24年) - 鉛筆型木軸ボールペンを開発'、販売。「鉛筆型」のボールペンを世界で初めて成立させた。以降、国内ボールペンブームの火付け役となる。また世界初、クロムボールを採用した。
- 1952年(昭和27年) - 長期間の使用に耐えられる実用的なボールペンを開発、発売。
- 1955年(昭和30年)4月 - 両社合併。中田機化工業株式会社に改名。
- 1958年(昭和33年) - 部門分割。足立区花畑に粉砕部門・ボールペン部門は中野区小滝町
- 1958年~60年(昭和33年~35年) - 0,6㎜のボールペン初めて開発。
- 1960年(昭和35年) - 朱肉の上に書けるインク(証券用インク)を初めて開発。以降、宮内庁、銀行、会社の事務用の筆記具として社会的に認知されるようになる。
- 1962年(昭和37年) - 「鉛筆型」でのノック式ボールペンを世界で初めて開発、発売。オートボールペン工業株式会社に改称。
- 1963年(昭和38年) - 超硬ボールの開発、世界で初めて実用化。
- 1963年(昭和38年) - ボールペン部門東京証券取引所市場上場
- 1964年(昭和39年) - インク残量がわかる中芯に初めて改良。
- 1964年(昭和39年) - 世界で初めて水性ボールペン(ローラーボール)を開発。オートペンW発売
- 1965年(昭和40年) - オートボールペン部門をのちに毎日商事に売却。
- 1968年(昭和43年) - ペンのローレット加工を世界で初めて開発、販売。
- 1974年(昭和49年) - 表記を「AUTO」から「OHTO」に変更。 創業家が経営から外れ、AUTOを車やアウトと間違えるため。
- 1978年(昭和53年) - グリッパー（世界初のラバーグリップ付き鉛筆型ボールペン）を開発、発売。
- 1980年(昭和55年) - ガチャック開発。(登録商標)
- 1981年(昭和56年) - ボール材に初めてセラミックを使用。水性インクにセラミックボールを初めて使用。セラミックローラーペン(モデルCB-10F)は、1990年の産業化諸国経済サミット（G7）で正式に使用された。
- 1986年(昭和61年)5月 ‐ 同年の三洋興産の倒産の影響で連鎖倒産する。(なお、会社自体は存続している。)
- 1991年(平成03年) - フリーインクローラー開発、販売。
- 1999年(平成11年) - 切削型ニードルチップ開発。低粘度油性(ソフトインク)開発。
- 2006年(平成18年) - ゲルインクにセラミックボールを初めて使用。
- 2013年(平成25年) - ノンドライ水性リフィル開発。(特許No5371571)
- 2017年(平成29年) - フラッシュドライゲル開発。
- 2019年(平成31年) - 100周年を迎える。
- 2020年(令和2年) - 本社移転、企業理念完成
- 2022年(令和4年) - ベトナムで販売開始

## 歴史と製品の特徴

### 油性ボールペン
大蔵省の職員だった中田藤三郎が、紙幣に使うのに適した特殊インクを発明。ただ使用を拒否されたため、自分で会社を設立することを決め、1919年に漢方薬の粉砕とインクの製造業者として「中田鳳華堂」を東京に設立した。インクの製造を開始した。
戦後進駐してきたアメリカ軍の兵士たちが持ち込んだ油性ボールペンにより日本でボールペンブームがおこった。またセーラー万年筆が国産初のボールペンを開発し、以降多くのメーカーが生産し国産ボールペンが出回るようになった。しかし、万年筆のような太い形が主流で、手が小柄な日本人にとっては持ちにくかった。さらに国内外問わず、どのメーカーも高価な割にインクの漏れやインクの油のにじみなど品質や書き味もあまり良くなかった。よって、ブームは急速に下火となった。
そこで創立者の中田藤三郎は「みんなたまのことばかり考えているのが、汚すのはインクのほうだ。だから、２万字くらい書くとインクがなくなるようにすればよい。とすれば、インクは細いチューブでよい。それならば鉛筆の中にも入れられる」という逆転発想の考えで1949年に、世界初「鉛筆型木軸ボールペン」を開発。世界で初めて「クロームボール」をペン先に採用し、インク漏れが少なく書き心地が良いボールペンを作ることに成功した。ペン軸の製造は北星鉛筆に委託し素材は戦後に比較的手に入りやすく安価な木製を採用し、当時価格1本30円(現在で約230円)と廉価で実用的な、日本初の量産型ボールペンでもあった。以降、商品名の『オートペンシル(AUTO PENCIL)』の名が代名詞になるほど人気となり、国内でのボールペンブームが再熱した。なお1951年に、発明協会賞が贈られた。また、中田藤三郎はボールペンの研究時に以下のように話していた。
以降、他社も本格的にボールペンの開発を急いだ。ここに日本のボールペンの歴史が始まったと言える。
1952年には、保存性・耐久性を高め長時間の使用にも耐えられるボールペンを開発し発売した。その後、1958年には、世界で初めて「ペン先の0.6㎜ボール」を開発した。従来の外国製ボールペンは、アルファベットを書くためペン先のボールと筆跡が太かった。しかし、日本では漢字も書くため細い字が書けるように求められた。そこで、ペン先のボールを小さくし、細い字を書けるようにした。なお、ボールの小型化は世界で初めてである。また、1960年に世界で初めて公文書用インクの前身である「証券用インク」を開発した。朱肉の上からも筆記できたため本製品によりボールペンが宮内庁・銀行・会社の事務用筆記具として社会的に認知されるようになった。
1962年には、国内で初めて「鉛筆型ノック式ボールペン」を開発。「AUTO・326」を発売。キャップ式が主流だったため、斬新なスタイルが一世を浴びた。以降、国内各社からノック式ボールペンが開発製造され、現在ではノック式が主流となった。また1963年には、世界で初めて「超硬ボール」の開発に成功した。「ハイタック Ａ-300」を発売。炭化タングステンと結合剤であるコバルトなどを混合して焼結したもので、従来のクロムボールよりも遙かに耐久性が高くなった。現在では、クロムボールに変わり世界的に主流になった。
1964年には、世界で初めて透明なプラスチックを採用した「インク残量が見える中芯」を開発した。従来の、金属製または不透明の中芯を改良し透明にした。なお、2年後の1966年にはゼブラ社が透明な中芯に加えて、ペン軸本体が透明なプラスチック製のボールペンを開発し、インク残量が一目でわかるボールペン透明軸ボールペン「ゼブラクリスタル」を発売。1978年には、二重形成の高度技術で仕上げたブロック式グリップ加工を施した「ラインキャップNo.800G（Gripper Ball pen No.800G）」を発売。世界初のラバーグリップ付きのボールペンとなった。
1999年には、低粘度油性インクである『ソフトインク(soft ink)』を開発。黒インクは濃くてはっきりした発色で耐色性が高く、ちょうど良いなめらかさが特徴である。国内では1998年のゼブラ「ジムニーライト」に継ぎ2番目の商品化だった。以降も世界各社から低粘度油性ボールペンが開発・発売されるようになった。
2006年には、「アメリカンテイスト」を発売。マーブル模様のボールペンであった。価格は全て500円でとても安価なのに対し金属軸を採用、45種類のデザインを用意、カラーバリエーションも豊富でクオリティーも質感も高かった。そのため、高い人気を得た。また、2007年には、本体の長さを3分の2程度に縮めたミニサイズも発売した。
2007年に、「ノーブル」発売。また本商品は2013年に、洋書型ケースセットで限定コレクションが発売された。
2010年には、最適粘度インク「i-Fit」を開発。「HVC」を発売。ジェットストリームや自社の「ソフトインク」など、従来の低粘度油性インクよりも粘度（濃度）を上げて、低粘度でなめらかなだけではなく、滑らずしっかり書くことが出来る適正粘度のインクにした。なお「i」はinkの頭文字とニードルポイント形状を意味して、「Fit」は最適・快適な書き味を表している。
2013年、世界最小級の油性ボールペン「ミニモ」発売。

### 水性ボールペン
1964年、世界で初めて「水性ボールペン」を開発。「ペン先がいらない万年筆」と表して「オートペンW」を発売した。世界的に知られる、水性インクを用いたボールペンのカテゴリー「ローラーボール」を世界で初めて確立し、築いた。なお、販売した年が東京オリンピックと重なり世界中から注目されることとなった。水性ボールペンは、油性ボールペンの弱点である書き味の重さやインク溜まりなどを克服した。以降、特に万年筆文化が強いヨーロッパやアメリカなどの海外で人気を果たした。
1981年には、「セラミックボール」を開発した。セラミックをペン先のボールに使用し、セラミック水性ボールペンを発売した。以降、セラミックボールの開発が進められた。さらに、9年後の1990年5月には、世界初となるSiC(シリコンカーバイド)セラミックをボールに採用した水性ボールペンの中芯を開発。以前から発売していた国際規格ISO14145に則った水性リフィル「C-300」に改良を加えを販売開始した。ボール表面の適度な凹凸により、インクののりがよく線切れかすれが少なくインクフローが快適になった。さらに、金属製では無いため、経年劣化に強く水性インクでもいつまでもさびない特徴を持ち、錆によるボールの回転の妨げを防ぐことが出来た。なお、1990年5月に上記リフィルを初採用した「マイン」発売。また1990年7月に「セラミックローラーペン(CB-10F型)」が第16回先進国首脳会議で公式に使用された。
1991年には、自社初の耐水・耐光性顔料インクを使用した、直液式水性ボールペンの開発に成功。「フリーインクローラー」として発売した。現在では売上本数NO.1を誇り、海外マーケットが主な主戦場になった。2002年11月には、自社の主力商品の「マイン」を改良によるモデルチェンジを行い、「リバティ」として発売。
2009年に、ペン先がボールで出来たミリペン「グラフィックライナー」を開発・発売。
2013年に、1.5㎜の特大ボールを使用した「筆ボール（FUDE BALL 1.5）」を発売。
同じく2013年には、「ノンドライ機構」を開発した。特許取得。水性リフィルにインクの乾きを防ぐ改良をするのは世界初である。なお、特許（No.5371571）を取得し、自社の主力商品でもある「C-300」水性リフィルに機構を追加した。水性リフィルは空気を交換させないと真空状態になるため、空気交換孔が必要である。従来の水性リフィルは芯パイプ先端にわずかな穴を空け、空気交換をしていた。しかし、直接中継芯や中綿に空気が触れてしまい、キャップをしないとすぐ乾いてしまう問題があった。それを克服するために、中継芯と中綿に直接空気があたらない機構を独自に開発した。キャップをし忘れて、ペン先が乾く問題を無くす事が出来た。2015年には、2002年発売の「リバティ」を改良し「リバティ太軸」を発売。上記のノンドライ機構リフィル採用と尾栓をゴールドメッキにするリニューアルを施した。なお中軸モデルや細軸モデルも発売された。
2015年に、1.5㎜と1.0㎜の特大ボールを使用した「採点ボール」を発売。
2017年には、独自開発した「ノンドライ機構搭載C-300リフィル」を使用して、自社初となるノック式水性ボールペン「ノックローラー　オー」を発売。2018年2月には、「リバティ」をフルモデルチェンジを行い、「セルサス」として発売。なお、リバティはセルサスの細軸タイプとして名前が使われる。なお、オート史上最高傑作として販売されていた。
2022年10月には、「セルサス」のフルモデルチェンジとCRシリーズ化により「CR01」を発売。他社では見られないマットブラックと迷彩柄にカラーを変更した。なお2024年4月にセルサスなど従来の、光沢のあるカラーリングの「CR01Gold Parts Model」も発売した。これにより1990年に発売された「マイン」から継続されている「キャップ式の丸みを帯びた普遍的なデザイン」を、名前を毎回変更し改良モデルチェンジを続け、2022年の「CR01」発売で32周年となるロングセラーとなった。
また、リフィルの規格の名称である「C300系リフィル」俗称で、OHTOの水性ボールペンリフィルの型番「C-300」シリーズが由来である。なお「C300系リフィル」は、水性ボールペンリフィルのJIS規格における形式記号「A」の規格に該当する。

### ゲルボールペン
以前から同社で開発されてきたセラミックボールをゲルインクボールペンにも採用しようと試みる。そこから2006年に、「セラミックゲル」を開発した。セラミックボールをペン先に使用したゲルインクリフィルを販売することに成功する。これにより、ゲルインクのなめらかさと、セラミックボールのインクの載りが相まって、ゲルインクのなめらかさを最大限まで生かすことが出来た。
2017年には、「フラッシュドライゲル」の開発に成功する。筆記線の速乾性が格段に上がり、チップの改良も行い書き味が向上した。また、ワイピング性能が格段に向上した。なお、「レイズ」に初採用された。
また、2023年には、「セラミックローラーゲル替芯　PG-M05NP」を開発、発売した。前者のフラッシュゲルインクを更に改良し他物だった。特徴としては、SiC(シリコンカーバイド)セラミックを採用し、耐久性とインクの乗りを向上して滑らかに濃く書くことが出来る。インクでは、発色が良く速乾性を高めた改良をし、欧州バイオサイド製品規制に対応するため、安全性の高い防腐剤を採用した。チップも紙面に当たる面積を増やし引っかかりを少なくしたり、保存期間を長くするため金属リフィルを採用した。2023年発売の「GS02」に初採用した。

### シャープペンシル

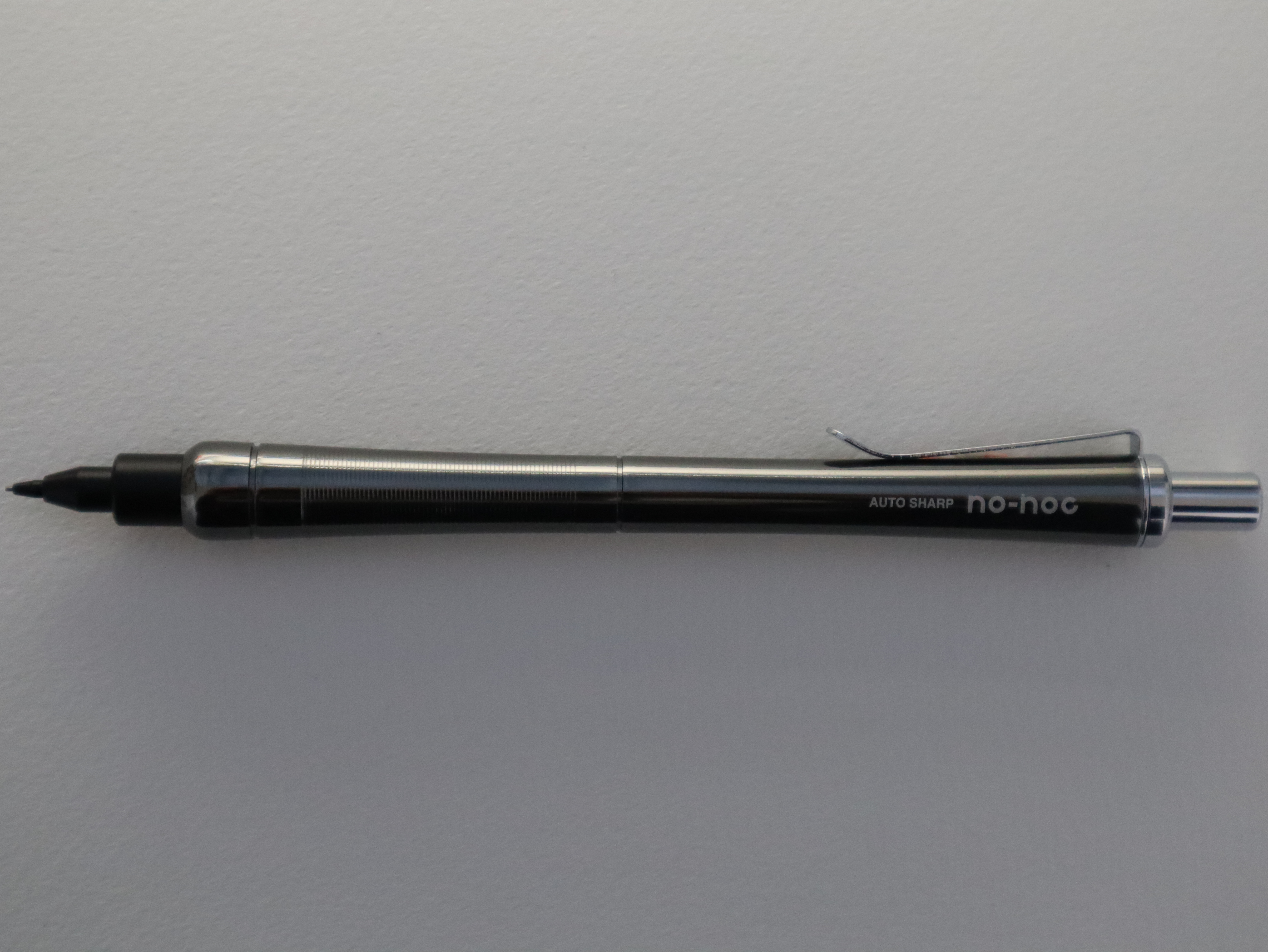
no-noc

1979年に、世界に先駆けてラバーグリップ付きシャープペンシル「オートシャープGripper」を発売。元祖 手が疲れないシャープペンシルとなった。
1980年に、「オート鉛筆」発売。芯経2ミリ、長さ100ミリのロング芯で書く「削らない鉛筆」として発売された。なお、当時安価なシャープペンでは珍しい「自動筆圧調整機能（ウェイピングメカ）」（クッション機能）を搭載していた。また専用の替え芯として「100ミリスーパーロング芯」が発売された。
1981年、ピストン機構を取り付けた「ピストンシャープ」を世界で初めて開発し発売した。「驚異のメカが誕生」で発売され、ハーフノックで芯出し、フルノックで出した芯を収納できた。なお、500円から3000円までの5種類が販売された。またその後、2000年代初頭に三菱鉛筆から同じ機構を取り付けた「リターンズ」が発売された。
1995年、製図用「プロメカ(PROMECHA)」シリーズ発売。ガイドパイプ調節機構・パイプ出調整機構・芯送り出し調整機構など多くの機構を取り付けた高性能製図用シャープペンで人気を博した。なお、以前まで「プロメカ」ブランドは’’ダブルノック式が採用されたオート鉛筆’’に使われていた。
- SP-500（PROMECHA 500[50]）- 2003年6月発売。シリコーン製グリップ仕様
- SP-500Ｍ（PROMECHA 500Ｍ）
- PROMECHA 500Ｐ - 500Ｍの後継品
- PROMECHA 1000 - 1995年11月発売。シリコーン製グリップ仕様
- PROMECHA 1000Ｍ - 1995年11月発売。
- PROMECHA 1000Ｐ - 2008年1月発売。1000Ｍの後継品
- SUPER PROMECHA 1500Ｓ - 2003年6月発売[51]
- SUPER PROMECHA 1000Ｓ - 2003年6月発売。1500Ｓの丸軸仕様
- SUPER PROMECHA 1500Ｐ - 2008年発売。1500Ｓの後継品
- MS01 - 2022年11月発売。1500Ｐの後継品

また同年1995年に、以前から販売されていた木軸シャープに、新たに「木軸シャープ消しゴム付」が追加発売。更にその後2013年には「木軸シャープ2.0」発売し、2016年に自社2つ目となるグットデザイン賞を受賞した。また、無印用品にOEM生産する。
2005年には、ボディーノック式のシャープペン「Body Knock」発売。ノック部分が真ん中でグリップと軸を上下にノックすることにより芯を繰り出す独自の機構のため、中折れ式（ボディーノック式）とは別の機構となった。
2006年には「AUTO SHARP」シリーズとして自動繰出し機能付きシャープペンシルを独自に開発した。他社とは違いボールチャックを使用せず、2つのチャックを使用していた。2018年には、同ブランドのハイエンドモデルとして「ノノック」を発売し学生の間で限定商品が発売されるほど話題となった。
2016年に、高機能シャープペン「コンセプション」発売。

### ガチャック

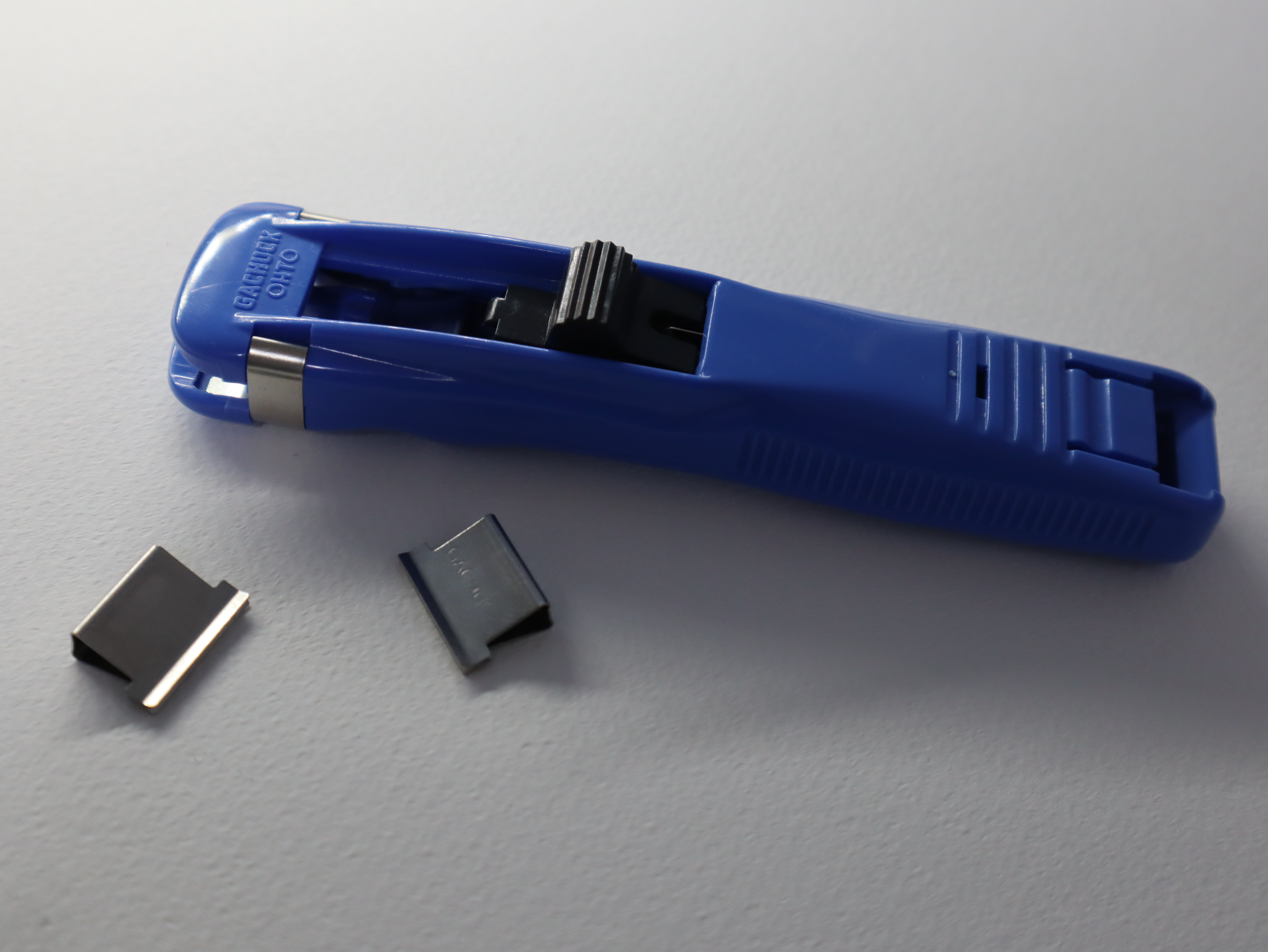
ガチャック

綴じ穴を空けずに重ねた書類を綴じられるガチャックは、1980年に元洋服仕立師である佐藤久夫の企画を同社が商品化し、代表するヒット商品と成るとともに、このタイプの文房具の一般名詞にも成っている。なお、立体商標に登録している（番号:5797281）。さらに、2018年には｢本体一つで複数のサイズの玉を使用したい｣｢玉の押出しを軽く｣という要望から、2年の開発期間のすえ、本体一つで3種類のガチャ玉を使用することを可能にした。
- 特徴[63][64]

- 1981年 -「初代ガチャック」発売
- 1990年 -「スタンダードガチャック」発売
- 1998年 -「卓上ガチャック」・「ハンディーガチャック」発売
- 1999年 -「パワーガチャック」発売
- 2002年 -「カートリッジガチャック」発売
- 2011年 -「スマイルガチャック」・「スマイルガチャピー[65]」発売
- 2018年 -「3WAYガチャック」発売

### メモクリップ
鈴木孝俊が発明したメモクリップを他社に先駆けて最初に商品化した。上下についているゴム製のひげが、紙を差し込んだ時にカエシとなり引っかかり、紙を保持する仕組みである。

### その他
ニードルチップ
パイロット社が1994年に開発した「3点支持チップ（パイプチップ）」などの従来のニードル型のペン先は、インク管とそれを支える土台の2種類の部品を使って作られている為、筆圧が強いと接続部分に負担がかかり、ペン先が曲ったりすることがあった。そこで、1999年に「切削型ニードルチップ」を世界で初めて開発、実現した。切削型は、1つの材料から削り出してつくる一体構造の為、強い筆圧でもペン先が破損しにくいのが特長である。なお、オートがニードル型のペン先を「ニードルチップ」と名付け、代名詞にもなった。また、自社の切削型ニードルチップと低粘度油性インク(ソフトインク)の技術を組合わせて「ニードルポイント」とも呼ばれる。
ゴムグリップ
従来のペンは、金属製や樹脂製など固く滑りやすい物が多かった。そこで1978年に、世界で初めてボールペンにゴムグリップを着けた。デュポン社が開発した特殊ゴムを使った、小さなブロックパターン状のグリップで、当初は鉛筆型のボールペンに着けていたが、ブランドを「グリッパー(Gripper)」とし、ボールペンを始めシャープペンシルなど様々な筆記具に採用され販売された。販売されていた時期は大きな人気を得て自社の主力商品にもなった。なお、交換ゴム(スペアグリッパー)も単体として販売されていた。
ローレットグリップ
1968年に、世界で初めてボールペンにローレット加工「ローレット手法」を開発し施した。「Ｎｏ.430」を発売。当初は鉛筆型のボールペンに施された。以降各社から、ボールペンを始め製図用シャーペンに用いられるようになった。自社では、プロメカシャープペンシルシリーズに採用された。
万年筆
他社が万年筆の商品を減らしていくなか、万年筆を新たに自社で製造し始めた。製品は以下の通り。
- F-Mine（F-マイン）
- F-Lapa（F-ラパ）
- FINE（ファイン）
- Tasche（タッシェ）
- F-SPIRIT（F-スピリット）
- Poche（ポッシェ）
- Dude（デュード）
- Rook（ルーク）
- Majestic（マジェスティック）
- GIZA（ギザ）
- JAZZ（ジャズ）
- Proud（プラウド）
- CELSUS（セルサス）
- FF01
- FF02

## 主な受賞製品
筆記具
- オートペンシル : 1952年発明協会賞[24][79]
- W-6 : 1966年グッドデザイン賞[80]
- 木軸シャープ消しゴム付2.0 : 2016年グッドデザイン賞[81]

## 主な製品
※在庫限りでの販売製品を除く。又、現在販売されている主なリフィルを太文字で表す。
筆記具
- 水性ボールペン - CR01・CR02・CR01/CR02 Gold Parts Model・筆ボール・FUDEBALL bio・グラフィックライナー・採点ボール
- ゲルボールペン ‐ GS02
- 油性ボールペン ‐ GS01・ミニモ・No.600NP(事務ボールペン)
- シャープペンシル - MS01・ミニモ・WN1・WN2・WN3(無印用品にもOEM)
- 多機能ボールペン - MS02・ブルーム3in1・マルチB2＋1
- 万年筆 - FF01・FF02
- マーカー - ルージュ

主な替え芯
水性ボールペン用
- C-300シリーズ - 前述の「セラミックボール[82]」「ノンドライ機構」を用いた替え芯。国際規格であり、すでに生産を終了した他メーカー品とも互換性がある[83]

油性ボールペン用
- PS-207NP - 「ソフトインク」を用いたG2規格の替え芯。金属軸を採用していたが、生産終了した。
- P80-07NP、PS-807、 PS-807NP - 「ソフトインク」を用いたG2規格の替え芯。プラスチック軸を採用していたが、生産終了した。
- PS-107NP - 「ソフトインク」を用いたG2規格の替え芯[84]。プラスチック軸を採用し、インク量を2倍に改良した、上記製品の後継リフィルである。
- R-4C5NP、R-4C7NP - 「ソフトインク」を用いた4C規格の替え芯。

ゲルインクボールペン用
- PG-205NP - G2規格の替え芯。金属軸を採用していたが、フラッシュドライゲル開発により生産終了した。
- PG-805NP - G2規格の替え芯。プラスチック軸を採用していたが、フラッシュドライゲル開発により生産終了した。
- PG-105NP - 前述の「フラッシュドライゲル」を用いたG2規格の替え芯[85]。
- PG-M05NP - 前述の「PG-105NP」に加え、「Sic Ceramic Ball」などの新構造を採用したG2規格のリフィル[86]

事務用具
- ガチャック
  - ガチャック ‐ 3wayガチャック（通常モデル、薄玉入、厚玉入）・ガチャック（大、中、小）・エコガチャック（大、中、小）
  - ガチャ玉 - 3wayガチャ玉（薄、中、厚）・ガチャ玉（大、中、小）・スマイルガチャ玉（中）
- レターオープナー - セラミックレターオープナー、セラミックレターオープナーCORO
- メモクリップ
  - メモクリップ - メモクリップ、メモクリップ掲示板
  - マグネットクリップ - 強力マグネ君
- クリップ - スーパークリップシリーズ・スライドクリッパーシリーズ・スーパーフラットクリップ･スマイルクリップシリーズ
- カッターナイフ - セラミックペンカッター・セラミックはさみ研ぎ器
- フック - 粘着テープ型シリーズ・マグネット型シリーズ・レバー式吸盤型シリーズ・スーパーボンドフック・特殊吸着シート
- その他 - ホワイトボード用激落イレーサーＬ・チョークケース・キーハンガー５連マグネット

## 拠点等
- 本社・工場 - 茨城県結城市大字北南茂呂364-1
- 東京支店 - 東京都台東区北上野2-3-11百千和（ユチワ）ビル3F

廃止
- 旧本社・旧東京支店 - 東京都台東区蔵前4-5-9（OTビル）
- 大阪支店 - 大阪府吹田市広芝町4-34 江坂第一ビル4F
- 旧大阪支店 - 大阪府吹田市江坂町1-10-1 ニフコ大阪ビル1F
- 札幌営業所 - 札幌市中央区大通東3-4-1 オフィス大通7F
- 旧札幌営業所 - 札幌市北区北17条西4-21 藤井ビル北17条301号
- 名古屋営業所 - 愛知県名古屋市中区栄5-18-11 丸善ビル5F
- 旧名古屋営業所 - 愛知県名古屋市港区善南町38番地 シモンズ（株）内[87]
- 福岡営業所 - 福岡県福岡市博多区博多駅南1-10-5 第2博多偕成ビル204号

## 理念
キャッチコピー
- 「”ボールペンの歴史はオートの歴史” そして明日の歴史をつくる！」[88]

サブキャッチコピー
- 「今でこそあたりまえをオートが開発しました。」[25]

タグライン
- 「文具に夢と楽しさを」（過去[89]）
- 「Japanese Writing Power」（現在[90]）